# Ectemnonotum distanti
Ectemnonotum distanti är en insektsart som först beskrevs av Butler 1874.  Ectemnonotum distanti ingår i släktet Ectemnonotum och familjen spottstritar. Inga underarter finns listade i Catalogue of Life.